# 隱居 (日本)
隱居（日语：／ inkyo）為日本曾經存在的制度，始於奈良時代，1890年首見於《民法財産取得編人事編》（明治23年法律第98號），後1898年編入《民法》第四編第五編（明治31年法律第9號）成為正式法規，至二次大戰結束後1947年頒行新民法時廢止。為家制度中一家的戶主將家督讓予其他人的制度，隱居後將失去家督的地位和相應的權力；類似於中國古代皇帝退位成為太上皇。另外從第一線退下則被稱作隱退（日语：／ intai）。